# Mestanza
Mestanza  és un municipi de la província de Ciudad Real a la comunitat autònoma de Castella-La Manxa. Situat al sud de Puertollano, engloba els llogarets d'Hoyo i Solanilla del Tamaral. El 2020 tenia 669 habitants.

## Demografia
| 1991 | 1996  | 2001 | 2004 | 2020 |
| ---- | ----- | ---- | ---- | ---- |
| 989  | 1.003 | 890  | 830  | 669  |